# Oude Dokken
De Oude Dokken zijn een nieuw stadsdeel in ontwikkeling in het havengebied in het noorden van Gent. Het gebied is gelegen tussen Dampoort en Muide en omsluit de drie oudste dokken van Gent: het Achterdok, het Handelsdok en het Houtdok.
De stad Gent ontwikkelde in samenwerking met het Gentse stadsontwikkelingsbedrijf sogent een gemeentelijk ruimtelijk uitvoeringsplan (RUP) 135 Oude Dokken voor dit gebied. Het masterplan hiervoor werd getekend door het Nederlandse Office for Metropolitan Architecture (OMA) naar aanleiding van een wedstrijd gelanceerd door sogent in 2004.
Sogent staat in voor de coördinatie van de herbestemming van Oude Dokken.
Ondertussen telt het gebied heel wat deelprojecten. Verschillende woonprojecten en infrastructuurwerken zijn er in volle ontwikkeling en aangename wandel- en groenzones worden in de komende jaren één voor één opgeleverd. Nieuwe bruggen voor voetgangers, fietsers en autoverkeer zorgen voor de aansluiting op de historische binnenstad.

## Historiek en vooruitzichten
- Havendecreet (1999): verleggen grens havengebied Gent
- Ruimtelijk Structuurplan Gent en oprichting sogent (toen nog AG SOB) (2003)
- Stedenbouwkundige wedstrijd sogent (2004) en laureaat Office for Metropolitan Architecture, OMA (2005-2006)
- Open Oproep voor voetgangers- en fietsersbruggen (2008)
- Feichtinger Architect[3]
- Goedkeuring RUP 135 Oude Dokken (2011)
- Uitvoering en stand van zaken van het project[4]

## Van havengebied tot woongebied
Tot eind vorige eeuw werden hier nog echte havenactiviteiten uitgevoerd. In de tweede helft van de 20ste eeuw begonnen die activiteiten zich echter stilaan te verplaatsen van het gebied rond de Oude Dokken naar de nieuwe haven. Schepen werden groter en in de Oude Dokken was er nauwelijks plaats voor uitbreiding. Toen het Havenbedrijf besliste om zich dan ook definitief uit het oude havengebied terug te trekken, werd het tijd om op zoek te gaan naar een nieuwe bestemming voor deze bijzondere site.
In 1999 verlegde het havendecreet de grens van het Gentse havengebied. Hierdoor maakten de Oude Dokken niet langer deel uit van de Gentse haven en werden de gronden overgedragen aan de Stad Gent en vervolgens aan sogent. Het Ruimtelijk Structuurplan Gent uit 2003 maakte van de Oude Dokken vervolgens een gebied voor stedelijk wonen. De mogelijkheden voor een nieuwe invulling van het gebied lagen open.

### Doelstellingen
- Ontwikkelen van een volwaardig nieuw stadsdeel met een groter woonaanbod voor stad Gent.
- Streven naar een duurzame heraanleg van de buurt, door combinatie van groen en water en uitbouw van recreatieve mogelijkheden.

### Krachtlijnen
Hoogwaardig wonen langs het water staat voorop. Er komen verschillende soorten woningen voor ongeveer 1200 gezinnen (sociaal, budget, grondgebonden, appartementen, cohousing, …), gecombineerd met publiek groen dwars op de kades en parallel aan de dokken als recreatieve structuur. Hogere gebouwen zorgen voor evenwicht met de brede wateroppervlakte van de dokken. Er werden aanmeerplaatsen voorzien voor woonboten en pleziervaartuigen.
De aansluiting op het bestaand stadsweefsel wordt versterkt door het verleggen van de ring R40 (Verapazbrug) en nieuwe fysieke koppelingen over het water door aanleg van twee nieuwe voetgangers- en fietsersbruggen en de nieuwe Handelsdokbrug als ontsluiting van de aangepaste ringweg.